# Krücke (Roman)
Krücke ist der Titel eines Kinder- und Jugendbuchromans von Peter Härtling, veröffentlicht 1986, verfilmt 1993.

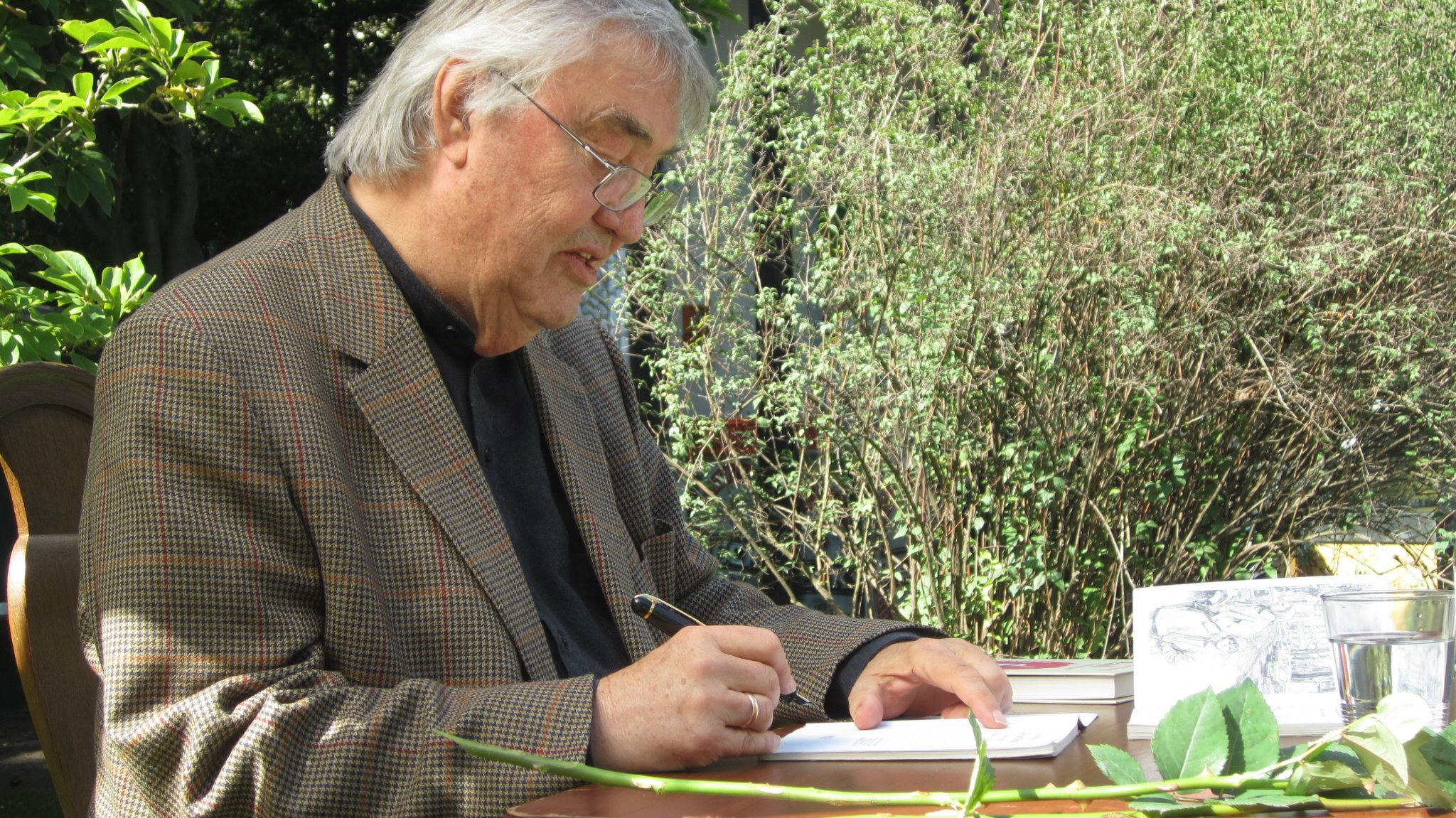
Peter Härtling (2011 beim Kinder- und Jugendprogramm des Internationalen Literaturfestivals Berlin)

## Handlung
Der 12-jährige Thomas ist zum Ende des Zweiten Weltkriegs von seiner Mutter getrennt worden. In diesem Fall wollten sie sich in Wien bei seiner Tante treffen, deren Haus jedoch nicht mehr steht. Thomas gerät an einen beinamputierten ehemaligen Wehrmacht-Soldaten, der sich selbst „Krücke“ nennt, aber Eberhard Wimmer heißt. Beide finden Unterschlupf bei Bronka, einer jüdischen Freundin Krückes, die er einst rettete. Sie überredet Krücke, Thomas beim Roten Kreuz zu melden und mit ihm nach Deutschland zurückzukehren. Sie selbst wandert später mit jüdischen Waisenkindern nach Palästina aus. Krücke und Thomas landen nach einem mehrwöchigen Transport in einem Güterzug in einer Kleinstadt in Schwaben, wo sie schließlich wieder ein Alltagsleben aufnehmen, bis sie erfahren, dass Thomas’ Mutter in München ist. Thomas kehrt zu ihr zurück, muss sich aber von seinem Freund Krücke trennen.
Vom Verlag wird der Roman für Leser ab 12 Jahren empfohlen.

## Verfilmung
1993 verfilmte Jörg Grünler den Roman zu einem Jugendfilm namens Krücke. Peter Härtling zeigte sich mit der Verfilmung sehr zufrieden.